# Sebecotepe VII
Mercauré Sebecotepe (Merkawre Sobekhotep) ou Sebecotepe VII foi faraó do Antigo Egito (da XIII dinastia egípcia), durante o Segundo Período Intermediário. Provavelmente reinou sobre o Médio e o Alto Egito, durante a metade do século XVII a.C., de 1664 a.C até 1663 a.C. Alternativamente, o egiptólogo alemão, Thomas Schneider, data o reinado deste breve rei de 1646 a.C. a 1644 a.C.

## Confirmações
Sebecotepe é confirmado por um selo-escaravelho de origem desconhecida  e por duas estátuas dedicadas a Amom. As estátuas estavam, originalmente, em Carnaque e agora estão no Museu do Cairo e no Louvre, respectivamente. As estátuas apresentam Sebecotepe com dois filhos, Bebi e Sebecotepe, ambos portando os títulos "filho do rei" e de "oficial da corte". Sebecotepe também tem seu nome no Papiro de Turim (segundo Ryholt: linha 8 e coluna 8; segundo Alan Gardiner e Jürgen von Beckerath: linha 7 e coluna 8) e na Lista de Reis de Carnaque. O Papiro de Turim o credita com um reinado de 2 anos, um número perdido de meses e mais 3 ou 4 dias. Consequentemente, Kim Ryholt atribui a ele, 2 anos e meio de reinado.[carece de fontes?]

## Posição cronológica
A exata posição cronológica de Sebecotepe, na XIII dinastia não é certa, devido às incertezas acerca dos reis antecessores da dinastia. De acordo com o Papiro de Turim, Sebecotepe foi o sucessor imediato de Sewadjkare Hori, conhecido como Hori II. Darrell Baker o coloca como trigésimo sétimo rei da dinastia, Kim Ryholt o vê como o trigésimo oitavo rei e Jürgen von Beckerath o coloca como o trigésimo segundo faraó da dinastia. Após o reinado de Sebecotepe, a sequência de governantes da XIII dinastia é altamente incerta, devido à larga lacuna que afeta o Papiro de Turim. Entre quatro e sete nomes de reis estão perdidos nessa lacuna.

## Titulatura
| G39 | N5 · Z1 |

| G39 | N5 · Z1 |

|          |             |
| \| \| \| |             |
|          |             |
| sbk      | Htp · t · p |

| sbk | Htp · t · p |

|          |             |
| \| \| \| |             |
|          |             |
| sbk      | Htp · t · p |

| sbk | Htp · t · p |

|          |             |
| \| \| \| |             |
|          |             |
| sbk      | Htp · t · p |

| sbk | Htp · t · p |

|          |             |
| \| \| \| |             |
|          |             |
| sbk      | Htp · t · p |

| sbk | Htp · t · p |

| nswt&bity |

| nswt&bity |

|          |              |
| \| \| \| |              |
|          |              |
| ra · U7  | kA · kA · kA |

| ra · U7 | kA · kA · kA |

|          |              |
| \| \| \| |              |
|          |              |
| ra · U7  | kA · kA · kA |

| ra · U7 | kA · kA · kA |

|          |              |
| \| \| \| |              |
|          |              |
| ra · U7  | kA · kA · kA |

| ra · U7 | kA · kA · kA |

|          |              |
| \| \| \| |              |
|          |              |
| ra · U7  | kA · kA · kA |

| ra · U7 | kA · kA · kA |

| ra | U21 · n |

| ra | U21 · n |

|          |              |
| \| \| \| |              |
|          |              |
| ra · U7  | kA · kA · kA |

| ra · U7 | kA · kA · kA |

|          |              |
| \| \| \| |              |
|          |              |
| ra · U7  | kA · kA · kA |

| ra · U7 | kA · kA · kA |

|          |              |
| \| \| \| |              |
|          |              |
| ra · U7  | kA · kA · kA |

| ra · U7 | kA · kA · kA |

|          |              |
| \| \| \| |              |
|          |              |
| ra · U7  | kA · kA · kA |

| ra · U7 | kA · kA · kA |

|          |         |
| \| \| \| |         |
|          |         |
| ra · U7  | kA · Z2 |

| ra · U7 | kA · Z2 |

|          |         |
| \| \| \| |         |
|          |         |
| ra · U7  | kA · Z2 |

| ra · U7 | kA · Z2 |

|          |         |
| \| \| \| |         |
|          |         |
| ra · U7  | kA · Z2 |

| ra · U7 | kA · Z2 |

|          |         |
| \| \| \| |         |
|          |         |
| ra · U7  | kA · Z2 |

| ra · U7 | kA · Z2 |